# Un petit jeu sans conséquence
Pour pièce de théâtre, voir Un petit jeu sans conséquence.
Pour plus de détails, voir Fiche technique et Distribution.
Un petit jeu sans conséquence est un film français réalisé par Bernard Rapp, sorti en 2004. C'est une adaptation cinématographique de la pièce de théâtre éponyme de Jean Dell et Gérald Sibleyras écrite en 2002.

## Synopsis
Claire et Bruno sont ensemble depuis 12 ans. Au cours d'une journée à la campagne réunissant tous leurs proches (amis et famille), ils vont être amenés à prétendre qu'ils se séparent. Ce qui ne surprend personne, pour leur plus grande stupéfaction.

## Fiche technique
- Titre : Un petit jeu sans conséquence
- Réalisation et scénario : Bernard Rapp, adapté de la pièce de théâtre éponyme de Jean Dell coécrite avec Gérald Sibleyras
- Musique : Sébastien Souchois et Jacques Petit
- Pays d'origine :  France
- Genre : comédie
- Durée : 88 minutes
- Dates de sortie : 
  - 15 décembre 2004 (France)
  - 26 janvier 2005 (Belgique)

## Distribution
- Sandrine Kiberlain : Claire
- Yvan Attal : Bruno
- Jean-Paul Rouve : Serge
- Marina Foïs : Axelle
- Lionel Abelanski : Patrick
- Michel Vuillermoz : Gérard
- Annick Blancheteau : Josette
- Philippe Lefebvre : Fred
- Olivier Mag : Christian
- Josiane Lévêque : Jacqueline
- Elizabeth Ingham : Peggy
- Josy Bernard : Ève
- Lizzie Brocheré : Gladys
- Xavier Berlioz : Benoît
- Mehdi El Glaoui: Un déménageur

## Autour du film
- Dernier film de Bernard Rapp, décédé en 2006.

## Au théâtre
Reprise au théâtre en 2015 avec Bruno Solo, Isabelle Gélinas, Bruno Salomone, Constance Dollé et Lionel Abelanski qui reprend le rôle de Patrick déjà tenu en 2004 dans le film. Diffusion en direct du Théâtre de Paris le 27 avril 2015 sur France 2 en préambule de la remise des Molières 2015 aux Folies Bergère.